# Fairfield (Lake District)
Fairfield ist ein 873 m hoher, als Marilyn und Wainwright klassifizierter Berg im Lake District, Cumbria, England.
Die nördliche und südliche Flanke des Berges sind von sehr unterschiedlichem Charakter. Die Südflanke, an deren Fuß der Grisedale Tarn liegt ist sanft ansteigend, von grasbewachsenen Wiesen gekennzeichnet und erinnert an ein Hufeisen. Die Nordflanke hingegen ragt sehr viel dramatischer steil und durchsetzt mit Felsvorsprüngen nach oben, etwas das Alfred Wainwright in seiner Beschreibung des Berges als sehr viel beliebter – weil dramatischer – bei den Besuchern des Lake Districts bezeichnete.
Es gibt eine Vielzahl von Aufstiegsmöglichkeiten auf den Fairfield, sowohl von Grasmere als auch von Patterdale aus. Ein Weg führt auch vom Dunmail Raise Pass auf den Berg. Der Fairfield kann auch als Höhepunkt des Wanderweges „Fairfield Horseshoe“ bestiegen werden.